# Saint-Rieul
Saint-Rieul é uma comuna francesa na região administrativa da Bretanha, no departamento Côtes-d'Armor. Estende-se por uma área de 6,37 km². Em 2010 a comuna tinha 553 habitantes (densidade: 86,8 hab./km²).